# Kovařík zelený
Kovařík zelený (Ctenicera pectinicornis) je brouk z čeledi kovaříkovití (Elateridae). Je rozšířený od jižní po severní Evropu, chybí v Řecku a Albánii, areál výskytu přesahuje do Asie. Dospělci dosahují délky těla 15 až 18 mm a jsou kovově zeleně zbarvení, přičemž barva může dosáhnout hnědých, zlatých či měděných variant. Nápadný je pohlavní dimorfismus. Tykadla tvoří jedenáct článků, přičemž samčí jsou hřebenovitá a samičí pilovaná. Nohy jsou slabé, drápky nejsou ani zoubkované, ani pilovité. Larvy se nazývají drátovci. Žijí a kuklí se v půdě, kde se živí kořeny. Brouci se vyskytují od června do července na okrajích lesů a na vlhkých loukách, dále na vřesovištích a v suchých travních porostech, kde usedají na stéblech trávy a květinách.